# Caminos de Hierro de Barcelona a Gerona
Les Caminos de Hierro de Barcelona a Gerona en français : « Chemins de Fer de Barcelone à Gérone » appelés plus tard Compañía de los Caminos de Hierro de Barcelona a Francia por Figueras, était la compagnie de chemin de fer qui reliait Gérone et Barcelone par le biais du chemin de fer. Elle a été créée en 1862 par la fusion des sociétés : Compañía de los caminos de hierro del Norte et la Compañía del Camino de Hierro de Barcelona a Mataró. En 1875, elle fusionne avec la Compañia del Ferrocarril de Tarragona a Martorell y Barcelona et devient la Compañía de los ferrocarriles de Tarragona a Barcelona y Francia.

## Histoire
La société Compañía de los caminos de hierro del Norte, après avoir inauguré la ligne de chemin de fer de Granollers le 23 juillet 1854, la compagnie avait déjà demandé la concession pour étendre la ligne jusqu'à Gérone. Mais ils ont rencontré la Compañía del Camino de Hierro de Barcelona a Mataró pour lui faire part de ses intentions, créant plusieurs allures entre les deux entreprises.
Comme les deux compagnies n'étaient pas d'accord, le gouvernement déclara en juillet 1857 que les deux lignes rejoignaient la Rambla de Santa Coloma (appelée plus tard L'Empalme et connue maintenant sous le nom de Maçanet-Massanes ), et à partir de là, chacun construit sa moitié jusqu'à Gérone. Cette opinion a forcé les deux entreprises à se faire concurrence, afin d'éviter ça, les négociations ont commencé à se dérouler pour fusionner les entreprises.
En novembre 1861, ils ont envoyé le dossier de fusion, qui est entré en vigueur en juillet 1862, créant ainsi Caminos de Hierro de Barcelona a Gerona.
Entre-temps, les deux sociétés avaient déjà rejoint les réseaux de la Rambla de Santa Coloma en août 1861 et l'inauguration de la section Granollers - L'Empalme (Rambla de Santa Coloma, Maçanet-Massanes) avait lieu le 26 août 1861 .
Enfin, 26 janvier 1862, le premier train est arrivé à Gérone en provenance de Barcelone. 
Ensuite, la société a prévu d’atteindre Figueras et enfin la France. Le 1er août 1863, la concession du trançon jusqu'à Figueras est accordée puis sur le trançon de Figueras au Coll dels Belitres, ainsi le nom de la compagnie a changé pour devenir Compañía de los Caminos de Hierro de Barcelona a Francia por Figueras.
Mais les travaux n’avaient pas bien marché, il faut noter que les travaux étaient sans subvention. En raison de leur lenteur, les travaux n’ont pas pu être achevés dans le délai fixé par la concession. C'est ainsi que l'assemblée générale des actionnaires de 1871 a décidé de payer les travaux effectués, de scinder la concession et de revenir au nom précédent de la société (Caminos de Hierro de Barcelona a Gerona). Ainsi, la société a vendu la section Gérone - France à Credit Mobilier.
Le 18 octobre 1870, Compañía de los Caminos de Hierro de Barcelona a Francia por Figueras et Compañia del Ferrocarril de Tarragona a Martorell y Barcelona ont signé avec Credit Mobilier pour que les deux entreprises fusionnent et construisent la ligne de chemin de fer de Gérone à Figueras et jusqu'à la frontière française.
Le 10 décembre 1875, la Compañía de los ferrocarriles de Tarragona a Barcelona y Francia est créée.